# Michael Schneider (Organist)
Michael Schneider (* 4. März 1909 in Weimar; † 26. November 1994 in Köln) war ein deutscher Organist, Chorleiter, Musikpädagoge und Musikwissenschaftler.

## Leben
Michael Schneider studierte von 1927 bis 1930 an der Musikhochschule Weimar bei Bruno Hinze-Reinhold Klavier, bei Friedrich Martin Orgel und bei Richard Wetz Komposition. Anschließend ging er für ein Jahr an das kirchenmusikalische Institut in Leipzig, wo Karl Straube (Orgel), Kurt Thomas (Chorleitung) und Robert Teichmüller (Klavier) seine Lehrer waren.
Nach Abschluss seines Studiums wurde er zum Organisten an der Stadtkirche St. Peter und Paul (Herderkirche) in seiner Heimatstadt berufen und unterrichtete zugleich an der dortigen Musikhochschule. 1934 wurde er Hauptorganist und Kantor an der Matthäuskirche in München sowie 1935 Lehrer an der Staatlichen Akademie der Tonkunst.
Von 1936 bis 1941 war Schneider Professor für Orgel und Leiter der Abteilung für evangelische Kirchenmusik an der Musikhochschule Köln und übernahm gleichzeitig die künstlerische Leitung des Kölner Bach-Vereins. An der Universität Köln promovierte er 1940 über Die Orgelspieltechnik des frühen 19. Jahrhunderts in Deutschland, dargestellt an den Orgelschulen der Zeit und schloss damit sein musikwissenschaftliches Studium, das er in Jena (Werner Danckert) und München (Rudolf von Ficker) begonnen hatte, ab. Während des Krieges leitete er von 1942 bis 1944 die Berliner Kantorei (Singgemeinschaft Rudolf Lamy), 1944/45 den Bruckner-Chor in Linz. 1945 ging er zurück nach München und wurde Organist und Kantor an der Markuskirche (1949 Kirchenmusikdirektor); ab 1948 unterrichtete er wieder an der Münchener Musikhochschule.
1951 war er drei Monate bei Marcel Dupré in Paris und folgte im gleichen Jahr einem Ruf an die Musikhochschule Detmold, wo er wiederum Professor für Orgel und Leiter der Abteilung für evangelische Kirchenmusik wurde und 1953–57 die Position des stellvertretenden Direktors bekleidete. Parallel dirigierte er von 1951 bis 1959 den Musikverein der Stadt Bielefeld.
Ab 1958 lehrte er an der Berliner Musikhochschule und leitete von 1961 bis 1965 zugleich die Studentenkantorei der Technischen und der Freien Universität. Außerdem war er Organist an der Kirche zum Heilsbronnen. 1965 wechselte er nochmals an die Musikhochschule Köln und wurde hier erneut Leiter der Abteilung für evangelische Kirchenmusik, Orgelprofessor und zugleich Organist des Gürzenich-Orchesters. Nach seiner Emeritierung 1975 nahm er in Köln weiterhin einen Lehrauftrag wahr. Darüber hinaus setzte er seine umfangreiche Konzert- und freie Lehrtätigkeit im In- und Ausland fort, unter anderem auch als Gastprofessor an mehreren amerikanischen Universitäten.

## Bedeutung
Durch Karl Straube direkt mit der Reger-Tradition verbunden, versuchte er in seiner Spiel- und Unterrichtspraxis die Prinzipien der Leipziger Schule Straubes mit denen der Pariser Schule Duprés zu vereinigen. Dabei stand er neuen musikwissenschaftlichen Erkenntnissen und daraus resultierenden Entwicklungen für das Orgelspiel stets offen gegenüber. Er gilt als einer der wichtigsten Vertreter der deutschen neoklassizistischen Orgelschule. Werke von Johann Nepomuk David (mit dem ihn lebenslang eine besonders enge persönliche Freundschaft verband), Karl Höller, Max Baumann, Hermann Schroeder (Orgelkonzert op. 25) und Frank Michael Beyer verdanken ihm ihre Uraufführung. Seit den 1950er Jahren machte er auch zahlreiche Rundfunk- und Schallplattenaufnahmen, unter anderem mit Musik von Scheidt, Buxtehude, Pachelbel, Bach und Schroeder.
Michael Schneider prägte als Lehrer an fünf bedeutenden Musikhochschulen über Jahrzehnte die Organistenausbildung. Zu seinen Schülern gehörten Dietrich von Amsberg, Andreas Arand, Jürg Baur, Paul Damjakob, Tillmann Benfer, Paul Damjakob, Egidius Doll, Hans Eugen Frischknecht, Johannes Geffert, Klaus Germann, Karl Hochreither, Rudolf Innig, Klaus Dieter Kern, Bernhard Klapprott, Jon Laukvik, Heinz Lohmann, Peter Neumann, Stefan Palm, Roland Ploeger, Norbert Richtsteig, Andreas Rothkopf, Almut Rößler, Hartmut Schmidt, Helmut Schröder,  Wolfram Syré, Ernst Triebel und Gerd Zacher.